# ميشيل ديدي
ميشيل ديدي (بالإنجليزية: Michelle Dede)‏، هي مُمثلة ومُقدمة برامج تلفزيونية نيجيرية. شاركت ميشيل في عدة أعمال سينمائية وتلفزيونية أبرزها فيلم ما يكمن في الداخل سنة 2017.

## وصلات خارجية
- ميشيل ديدي على موقع IMDb (الإنجليزية)